# ダッシュコン
DashCon（だっしゅこん、当初の名前はTumbl-Con USA〈タンブルコンUSA〉）とは、かつて存在したTumblrのファンダムに焦点を当てたファンイベントである。このイベントは2014年7月11日の週末にイリノイ州シャンバーグにあるルネッサンス・シャンバーグ・コンベンションセンター・ホテルにて開かれたが、この時に行われた第一回のイベントはホテル側からの突然の使用料の支払い要求や有名人ゲストの宿泊代金を原因とするドタキャンなどの主催者の不始末や腐敗が注目された。また当時会場内に設置されていた小さいボールプールを主催者が中止になったイベントの補償として（くじやコンサートチケットと共に）一時間追加で遊べる権利を提示したことからそれがインターネット・ミームとなった。
ダッシュコンの主催者は第一回のイベントで問題が多数発生したにも係らず翌2015年に第二回のダッシュコンを行う意向を当初示していたが、2014年9月にTumblr上でDashCon LLPは解散することが発表され、これ以降ダッシュコンは行われることはなかった。

## コンセプト
ダッシュコンは2013年に当初Tumbl-Con USAという名前で行われることが発表された。Tumblrのユーザー向けのイベントとして企画され、「史上最大のTumblrユーザーの集まりになる」と宣伝された。このコンベンションはドクター・フーやSHERLOCK、スーパーナチュラル、ポッドキャストのWelcome to Night ValeなどTumblr内で大きなファンダムを有していた作品に焦点を当てたものとされていた。このコンベンションは前売りチケットやインディーゴーゴーでのクラウドファンディングで資金を集めた。コンベンションの開始の直前にイベントの名前はTumblrとは公式上の係わりが無いということを示すため名前をサイトのダッシュボードフィードをネタにしたDashconに変えた

## コンベンション

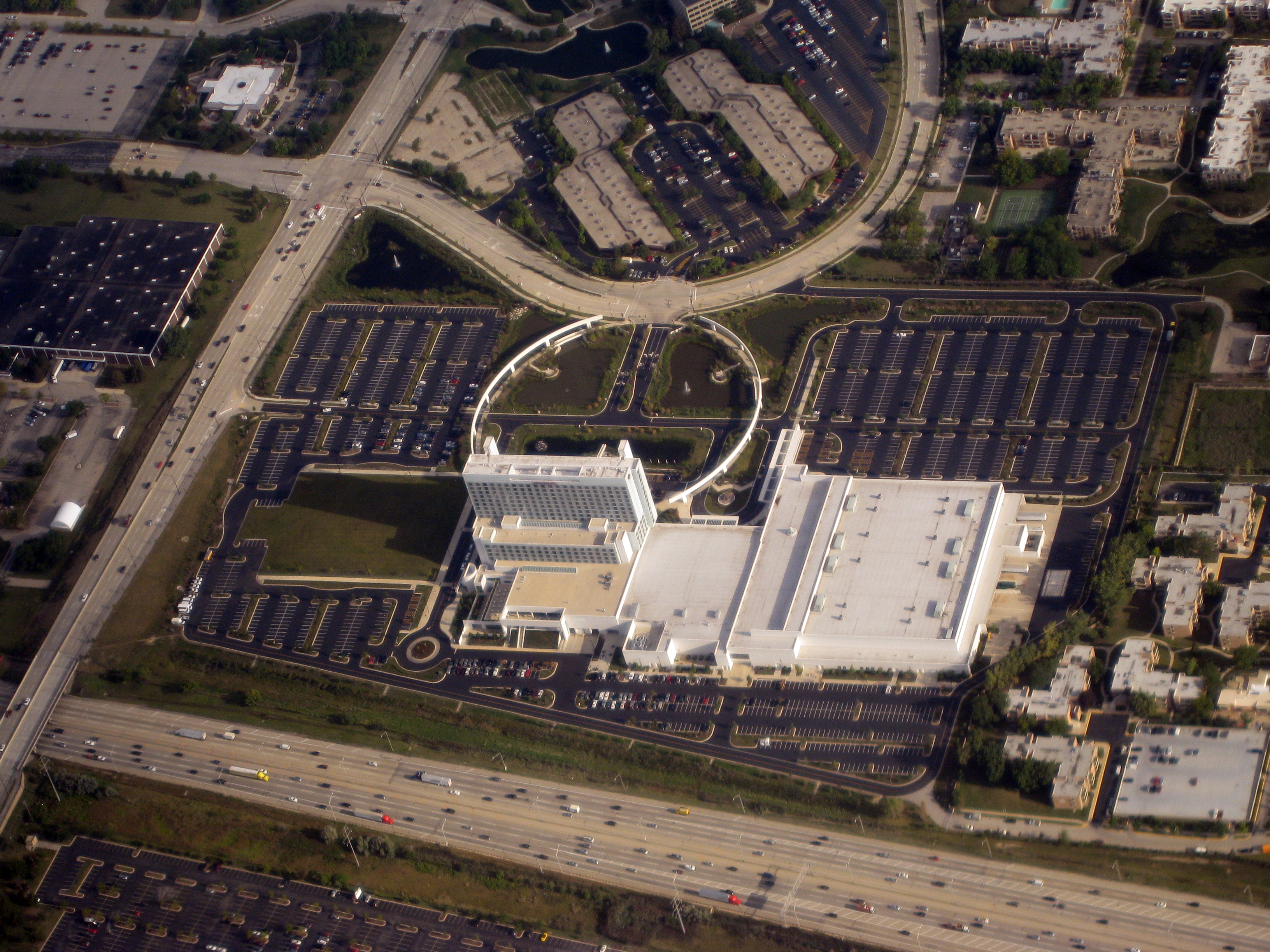
会場となったルネッサンス・シャンバーグ・コンベンションセンター・ホテルの空中写真

このコンベンションはオハイオ州ハドソンに所在していたメーガン・イーライとロクサーヌ・シュワイターマンDashCon LLPにより運営されていた。ダッシュコンは2014年7月11日から13日の間にルネッサンス・シャンバーグ・コンベンションセンター・ホテルにて開かれた。当初予定されていた出演予定のゲストには俳優のダグ・ジョーンズ、漫画家のノエル・スティーヴンソン 、そしてWelcome to Night Valeのキャストなどがいた。
ダッシュコン一日目の夜の時点で参加者からは会場の人入りがまばらかつ運営の雑さを指摘する声が上がり始めていた。出店者が売り上げの悪さから撤退したり、18禁の講演に未成年者が参加出来たことなどが一例としてあげられる。またあるスタッフによると会場のホテル側から即金で2万ドルを会場代として支払うよう通告を受けるという突然の財政トラブルに見舞われた。ダッシュコンの主催者側は契約ではそう書かれていなかったものの入場料を充てに段階的に払う口約束をしたと主張した。
この突然の展開により、中部標準時午後9時頃にはDashConの運営は大っぴらに参加者350人（これは当初予想されていた3～7000人の参加者を遥かに下回るものだった）の前やオンライン上でのPayPalの寄付を募った。この時イベントが午後10時までに会場の手で中止されるのを回避するべく掲げた募金目標は$17,000の募金目標を掲げた。主催者はこの突然の計画変更はホテルの運営が「イベント参加者のことが気に入らなかったからではないか」と考えた。参加者はハンガー・ゲームの3本指のサインをしたり、ハイスクール・ミュージカルのセリフをネタにしたり、クイーンの『伝説のチャンピオン』やレ・ミゼラブルの『民衆の歌』を合唱するなどをしていた。なんとか目標の金額を集めることに成功したものの、この事件は参加者の間でこのイベントで行われたクラウドファンディングは信用詐欺ではないかという疑念や汚職や不始末への疑惑を強めた。
ノエル・スティーヴンソン（彼自身も当初予定されていた司会が不在だったため自分の講演を自身で司会せざるを得なかった）や女性のみで構成されたシャーロック・ホームズのポッドキャストのベイカー・ストリート・ベイブスそしてWelcome to Night Valeのキャストは宿泊代はイベント運営が持つと言われていたのにも係らずホテル側から宿泊代は自分たちで払うよう通告された。スティーブンソンは最終的にWelcome to Night Valeのキャストと一緒にAirbnbに宿泊した。その後Welcome to Night Valeのイベントは最終的にキャンセルされた。イベント主催者はNight Valeのイベントのチケットを購入した参加者に対し返金には応じず、代わりにサイン入りグッズのくじやタイムクラッシュ のコンサートチケット、そして「ボールプール一時間追加」で補償した。

## 評価とその後
がら空きのプールの真ん中に設置された子供用プールとほぼ同サイズだったボールプール、しかもそれに対しての「追加時間」という概念を適用しようとしたことは参加者や他のTumblrユーザーの間で瞬く間に話題となり、パロディやミームの題材になった。またユーザーは$17,000で他に何を買えたかを妄想した他、あるゲームクリエイターがボールプールのシミュレーションをするDashcon Simulator 2014を発表した。コンベンション参加者のマーク・オシロはこのボールプールは「あくまでも興味の対象ではなく、誰も話題にあげるものでもなく、ただただそこに存在した奇妙なものだった」と説明した上で「ダッシュコンが完全な惨事であったという風潮を裏付けるためにこのイベントの人々を含むありとあらゆるディテールが恐ろしい失敗として取り上げられた」としている。
イベント終了後、ホテルのあるスタッフはホテル関係者は彼らがそこにいること自体は歓迎していたと打ち明けた一方、ダッシュコンのスタッフは何が起こったかちゃんと説明すると述べた。またベイカー・ストリート・ベイブスはホテル代金問題は主催者曰く間違いだったと話した。またこの時点でまだホテル代金問題が解決していなかったスティーブンソンも他のユーザーはコンベンションでどういったことが起こるのかよくわかっていないとし、ダッシュコンを擁護した。

## Emoti-Con
2014年9月にデイリー・ドットはダッシュコンがダッシュコン共同設立者のケイン・ホプキンスが立ち上げたEmoti-Con(aka Emoti-Con Indy)に名前を変えたのではないかという疑惑を報道した。ホプキンスの会社であるSo Attacked Entertainment LLCはその後Emoti-Conのホームページを立ち上げた。記者はいずれのイベントもテーマが似通っている上に予定会場も同一であることを報道し、それぞれのホームページの文言も共通するものが多用されていたと記事内に書いた。ダッシュコン側はその後公式のTumblrアカウントでそれぞれのイベントは主催者以外は共通していないという声明を発表した。またこの声明ではEmoti-Conは「ダッシュコンとは違うインフラの下で運営され、より経験を積み、バランスの取れたスタッフにより運営される」と主張した。その後Emoti-Conは「個人的、経済的、そして安全面」の理由により中止が発表された。